# محمد ضیمران
محمد ضیمران (زادهٔ ۱۳۲۶ در اصفهان) فیلسوف ایرانی و عضو گروه فلسفهٔ هنر در فرهنگستان هنر ایران است. نام خانوادگی او گاهی به‌اشتباه «ضمیران» نوشته می‌شود.

## آثار

### کتاب‌ها
- مبانی فلسفی نقد و نظر در هنرها، تهران: نشر نقش جهان، چاپ اول، ۱۳۹۳
- افلاطون، پایدیا و مدرنیته، تهران: نشر نقش جهان، ۱۳۹۰
- فلسفه میان حال و آینده: جستاری در باب اندیشه‌های فلسفی معاصر، تهران: آگاه، ۱۳۸۹
- جستارهایی پدیدارشناسانه پیرامون هنر و زیبایی، تهران: نشر کانون، ۱۳۷۷
- درآمدی بر نشانه‌شناسی هنر، نشر قصه، ۱۳۸۲
- گذر از جهان اسطوره به فلسفه، نشر هرمس، ۱۳۷۹
- فلسفهٔ هنر ارسطو، تهران: فرهنگستان هنر، ۱۳۸۵
- میشل فوکو: دانش و قدرت، تهران: نشر هرمس، ۱۳۸۷
- ژاک دریدا و متافیزیک حضور، تهران: نشر هرمس، ۱۳۸۶
- نیچه پس از هیدگر، دریدا و دلوز، تهران: نشر هرمس، ۱۳۸۶
- ناکرانمندیِ کرانمند: جستاری در تناسبات طبیعت، هنر و معماری، نوشتهٔ گیورگی دکزی، ترجمهٔ حمیدرضا کرمی و محمد ضیمران، تهران: پرچین، ۱۳۸۸
- نگاهی به روشنگری مدرنیته و ناخرسندی‌های آن: سوبژکتیویتهٔ معرفت و زیبائی (گردآورنده)، تهران: نشر علم، ۱۳۸۵
- گذار از جهان اسطوره به فلسفه، تهران: نشر هرمس، ۱۳۸۴
- سنت و تجدد در حقوق ایران، محمد ضیمران و شیرین عبادی، تهران: کتابخانهٔ گنج دانش، ۱۳۷۵
- فلسفه و نشانه‌شناسی، نوشتهٔ اومبرتو اکو
- گذار از پدیدارشناسی به نقد آن و ورود به پساساختارگرایی
- دودمان‌پژوهی فلسفه: اندیشه‌های فلسفی در پایان هزاره دوم، محمد ضیمران، تهران: هرمس، ۱۳۸۵
- زیبایی‌شناسی دیوید هیوم، نوشتهٔ تئودورگری سیک، ترجمهٔ نفیسه نمدیان‌پور و حبیب‌الله خسروی، مقدمه: محمد ضمیران، تهران: لحظه، ۱۳۸۸
- نگاه بودریار: راهی به پست‌مدرنیسم در گسترهٔ زیباشناسی، اقتباس و نگارش: مریم جمالی، پیش‌گفتار: محمد ضیمران، گرگان: نوروزی، ۱۳۹۵

### مقالات
- «نقد هنری»، فصلنامهٔ هنر، شمارهٔ ۴۸، تابستان ۱۳۸۰ (و شماره‌های بعد)
- مقالات مربوط به «زیبایی‌شناسی»، فصلنامهٔ هنر شناخت